# 교황 연대표

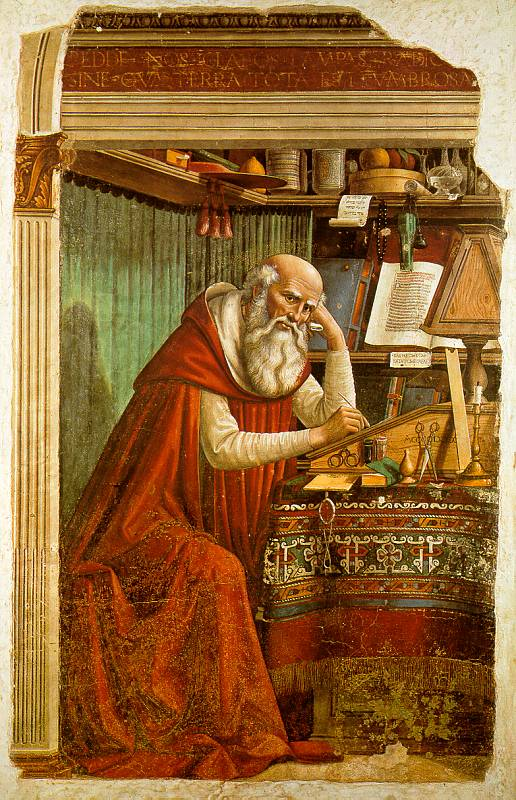
성 예로니모. 그는 9세기 이래 《교황 연대표》의 원작자로 보고 있다.

교황 연대표(라틴어: Liber Pontificalis)는 기독교 역사상 베드로부터 15세기까지 재위한 교황들의 일대기를 기록한 책이다. 이 책의 초판본은 교황 하드리아노 2세(867~872) 또는 교황 스테파노 5세(885~891) 대에서 기록이 끝났으나, 나중에 교황 에우제니오 4세(1431~1447) 대까지 보충되었다가, 교황 비오 2세(1458~1464) 대까지 다시 한 번 보충되었다. 8세기부터 18세기에 이르기까지 거의 무비판적으로 인용되었지만, 현대에 들어서면서 ‘비공식적 선전 매체’라는 이유로 철저한 검증을 받고 있다.

## 원작자
중세 시대에 성 예로니모는 교황 다마소 1세(366~383) 이전의 모든 교황의 일대기를 한 권의 책으로 작성했다고 여겨졌는데, 이는 성 예로니모와 다마소 1세 간에 오간 서신들을 근거로 한 것이다.

## 같이 보기
- 교황 목록